# 費代里科·貝爾納代斯基
費德里科·貝爾納代斯基（義大利語：Federico Bernardeschi，發音：[fedeˈriko bernarˈdeski]；1994年2月16日—）是一位意大利足球運動員，司職邊鋒及進攻中場，現時效力意甲球隊博洛尼亞，前義大利國家足球隊成員，他曾代表意大利U21國家足球隊參賽。

## 俱乐部生涯
2017年7月24日，貝爾納代斯基以4000萬歐元的总价转会至佛羅倫薩的主要競爭對手之一尤文图斯，合同期到2022年。

## 國家隊生涯
2021年6月，貝爾納代斯基入選了義大利參加2020年歐洲國家盃的大名單。7月11日，他隨隊獲得歐洲國家盃冠軍。

## 榮譽

### 球會
尤文图斯
- 義大利甲組足球聯賽冠軍：2017-18、2018-19、2019-20[3]
- 義大利盃冠軍：2017-18、2020–21[4]
- 義大利超級盃冠軍：2018、2020

### 國家隊
義大利
- 歐洲國家盃冠軍：2020[2]

### 勳章
- 5級／騎士－意大利共和國功勳騎士勳章：2021[5]

## 外部連結
- Soccerway資料庫：費代里科·貝爾納代斯基
- 費代里科·貝爾納代斯基在BDFutbol中的档案